# 寺山 (新潟市)
寺山（てらやま）は、新潟県新潟市東区の町字。現行行政地名は寺山一丁目から寺山三丁目と大字寺山。住居表示は一丁目から三丁目が実施済み区域、大字が未実施区域。郵便番号は950-0892。

## 概要
1889年（明治22年）から現在の大字。及び1992年（平成4年）から現在の町名。通船川の南岸に位置する。
もとは江戸時代から1889年（明治22年）まであった寺山新田の区域の一部。

### 隣接する町字
北から東回り順に、以下の町字と隣接する。
- 豊
- 逢谷内
- 児池
- 中島
- 上木戸
- はなみずき
- 上木戸

## 歴史
開発年代は不明。1877年（明治10年）に石仏新田を編入し、1889年（明治22年）に松島村の大字となる。1943年（昭和18年）は寺山新田と称した。
純農村であったが、昭和30年代後半から宅地化が進み、新潟新発田線（旧国道7号）沿いに商店が並ぶ。

### 編入した村・新田
1889年（明治22年）以前に、以下の新田を編入。
石仏新田（いしぼとけしんでん）
江戸時代から1877年（明治10年）まであった新田名。通船川の南岸に位置し、1637年（寛永14年）に開発された。

### 分立した町字
1889年（明治22年）以後に、以下の町字が分立。
豊（ゆたか）
1979年（昭和54年）に分立した町字。
材木町（ざいもくちょう）
1979年（昭和54年）に分立した町字。

### 年表
- 1889年（明治22年）4月1日 : 合併により松島村の大字となる。
- 1898年（明治31年）2月4日 : 松島村の村域が三分割され、三箇村の大字となる。
- 1901年（明治34年）11月1日 : 合併により大形村の大字となる。
- 1943年（昭和18年）6月1日 : 合併により新潟市の大字となる。
- 1992年（平成4年）11月24日 : 住居表示を実施[6]。
- 2007年（平成19年）4月1日 : 新潟市の政令指定都市移行により、東区の大字となる。

## 世帯数と人口
2018年（平成30年）1月31日現在の世帯数と人口は以下の通りである。
| 大字・丁目       | 世帯数    | 人口    |
| ---------------- | --------- | ------- |
| 寺山・寺山一丁目 | 465世帯   | 956人   |
| 寺山二丁目       | 384世帯   | 833人   |
| 寺山三丁目       | 587世帯   | 1,412人 |
| 計               | 1,436世帯 | 3,201人 |

## 小・中学校の学区
市立小・中学校に通う場合、学区は以下の通りとなる。
| 大字・丁目 | 番地 | 小学校               | 中学校             |
| ---------- | --- | -------------------- | ------------------ |
| 寺山       | 592～595番地、599～601番地 604～607番地、1361番地 1384番地、1396〜1397番地 1399～1401番地、1404番地               | 新潟市立大形小学校   | 新潟市立大形中学校 |
| 寺山       | 1～591番地、596～598番地 602〜603番地、608～999番地 1000～1358番地、1368～1374番地 1379～1381番地、1408～1504番地 | 新潟市立牡丹山小学校 | 新潟市立木戸中学校 |
| 寺山一丁目 | 全域 | 新潟市立牡丹山小学校 | 新潟市立木戸中学校 |
| 寺山二丁目 | 全域 | 新潟市立牡丹山小学校 | 新潟市立木戸中学校 |
| 寺山三丁目 | 全域 | 新潟市立牡丹山小学校 | 新潟市立木戸中学校 |

## 主な企業・施設
- 寺山緑地

## 交通
- 国道7号（新潟バイパス）
- 新潟県道3号新潟新発田村上線